# 베를린 팡코하이너스도르프역
베를린 팡코하이너스도르프역(Bahnhof Berlin-Pankow-Heinersdorf)은 베를린 팡코구 팡코 동쪽에 있는 베를린 S반의 역이다. 구 화물역 부지의 동쪽으로는 팡코구의 하이너스도르프가 위치해 있다. 역 위쪽으로 아우토반 114호선과 프렌츨라우어 프로메나데 대로가 전환되는 지점이 지나간다.
역에는 섬식 승강장이 설치되어 있으며, S반 선로 동쪽으로 열차선이 지나간다.

## 역사
1893년 10월 1일 베를린-슈체친선 개통 당시에 영업했다. 대합실은 역 개통 23년 후인 1912년부터 1916년까지 건설되었다. 설계자는 카를 코넬리우스(Karl Cornelius)와 에른스트 슈바르츠(Ernst Schrawtz)였다. 총 3층 규모로 건설되었으며, 중앙부에 출입구가 설치되어 있다. 신 바로크 양식으로 설계되었다. 1924년 8월 8일부터 전동차가 운행했으며, 베를린 S반에서 전동차가 최초로 운행한 베르나우-슈테틴역 구간에 속해 있다.
1896년에는 하이너스도르프가 팡코에서 분리되었고, 1920년에는 팡코와 하이너스도르프가 전부 베를린으로 편입되었다. 그 후 둘 다 팡코구의 영역에 속해 있었으나, 1986년에는 하이너스도르프가 동베를린 바이센제구로 분리되었다. 2001년 행정구역 개편으로 팡코구, 바이센제구, 프렌츨라우어 베르크구가 팡코구로 합쳐졌다.
1945년 4월 말부터 열차 운행이 중단되었고, 6월 11일에 증기 기관차 운행이 재개되었고 8월 13일에 전동차 운행이 재개되었다.
프렌츨라우어 프로메나데를 지나는 도로 교량 건설 공사로 1980년에 역이 북동쪽으로 이설되었다. 1983년 3월 10일부터 이설된 승강장의 사용이 시작되었다. 과거 도로교는 1982년 5월에 철거되었다. 역 북동쪽에는 팡코 기지로 연결되었던 추가 출입구가 있었다. 1984년 5월에는 승강장 통제소와 역무원 업무 공간이 새로 건설된 계단 건물로 이전했다.
1997년 초에 대합실 건물이 복원되었다. 역에 인접해 있는 기지의 급수탑과 원형 기관차고는 1990년대에 사용이 중단되었고 건축유산으로 지정되었다. 2019년 초에는 건축물 소유주에게 건축유산 보존 의무가 부과되었다.

## 인접 철도역
베를린 버스 N50번, 베를린 노면전차 50번으로 환승할 수 있다.
| 베를린 S반                             | 베를린 S반 | 베를린 S반                |
| -------------------------------------- | ---------- | ------------------------- |
| 블랑켄부르크 베르나우 바이 베를린 방면 | S2         | 팡코 블랑켄펠데 방면      |
| 블랑켄부르크 방면                      | S26        | 팡코 텔토 슈타트 방면     |
| 블랑켄부르크 비르켄베르더 방면         | S8         | 팡코 그뤼나우/빌다우 방면 |